# مشهور أحمد مشهور
مشهور أحمد مشهور (1 أبريل 1918 ـ 6 يوليو 2008) هو مهندس عسكري مصري، شغل منصب رئيس هيئة قناة السويس. كان واحدًا من ثلاثة عهد إليهم الرئيس جمال عبد الناصر بالاستيلاء على هيئة قناة السويس وإدارتها عقب خطاب التأميم الذي ألقاه في ميدان المنشية بالإسكندرية في 26 يوليو 1956.

## حياته
ولد مشهور أحمد مشهور في 1 أبريل 1918 في منيا القمح بمحافظة الشرقية، وينتمي إلى عائلة مشهور بقرية السعديين بمنيا القمح، وشقيقة الدكتور عبد الحي مشهور رئيس جامعة طنطا الأسبق.
تخرج مشهور في كلية الهندسة بجامعة فؤاد الأول (جامعة القاهرة حاليًا) سنة 1942. عمل عقب تخرجه مهندسًا بالسكك الحديدية، لكنه لم يلبث أن انضم إلى سلاح المهندسين بالقوات المسلحة سنة 1943، وعمل مديرًا للترسانة البحرية، فمديرًا للتحركات بهيئة قناة السويس بعد تأميمها، ثم تولى رئاسة مجلس إدارتها سنة 1965.
كان مشهور واحدًا ممن تولوا إدارة قناة السويس عقب تأميمها سنة 1956، حيث كلفه الرئيس جمال عبد الناصر ـ مع آخرين برئاسة المهندس محمود يونس ـ بذلك، بعد انسحاب المرشدين الأجانب، حتى لا تتأثر حركة الملاحة في القناة عقب التأميم.
كان مشهور عضوًا بالمؤتمر القومي للاتحاد الاشتراكي سنة 1969، وقد عاد إلى رئاسة هيئة قناة السويس بعد أن قرر الرئيس أنور السادات إعادة افتتاحها في 5 يونيو 1975، عقب استرداد القناة بعد حرب أكتوبر 1973.

## حياته المهنية
- تخرج من كلية الهندسة بجامعة فؤاد الأول عام 1941.
- انضم لسلاح المهندسين بالقوات المسلحة عام 1943.
- حصل على ماجستير العلوم العسكرية من كلية أركان الحرب عام 1956.
- عين مديراً للتحركات بهيئة قناة السويس عام 1962.
- رئيس مجلس إدارة هيئة قناة السويس من 14 أكتوبر 1965 حتى 31 ديسمبر 1983.
- حصل على وسام الجمهورية من الطبقة الأولى عام 1978 ووشاح النيل 1980 وقلادة الشرف من فرنسا عام 1977.

## الأوسمة والتكريم
- نيشان الجمهورية من الدرجة الأولى (1978)
- وشاح النيل عام 1980
- قلادة الشرف من الرئيس الفرنسى عام 1977

## وفاته
توفي مشهور في أحد مستشفيات القاهرة في 6 يوليو 2008، وشيع جثمانه في اليوم التالي في جنازة عسكرية تقدمها رئيس وزراء مصر آنذاك الدكتور أحمد نظيف، مندوبًا عن رئيس الجمهورية حسني مبارك، ودُفن في مسقط رأسه بقرية السعديين.